# Coupe du monde de ski alpin handisport 2018-2019
La coupe du monde de ski alpin handisport 2018-2019 se déroule du 17 décembre 2018 au 21 mars 2019 dans toute l'Europe. Elle est entrecoupée par les championnats du monde de ski alpin handisport 2019 du 21 au 31 janvier 2019.
Les sites de compétition sont les suivants :
1. Sella Nevea,  Italie
2. Zagreb,  Croatie
3. Kranjska Gora,  Slovénie
4. Veysonnaz,  Suisse
5. La Molina,  Espagne
6. Morzine,  France [2]

Les athlètes se divisent en trois catégories : malvoyants, debout, assis. Ces catégories comportent des sous-catégories selon le degré de handicap des athlètes.
Cinq disciplines sont au programme :
- Descente
- Super G
- Slalom Géant
- Slalom
- Super Combiné (Super G + Slalom)

## Classement général
Légende : V = nombre de victoires ; P = nombre de podiums ; (entre parenthèses) = sous-catégorie de l'athlète.
| Assis | Assis                        | Assis  | Assis | Assis |      | Debout                        | Debout | Debout | Debout | Debout |                          | Malvoyants | Malvoyants | Malvoyants | Malvoyants | Malvoyants |
| Rang  | Nom                          | Points | V     | P     | Rang | Nom                           | Points | V      | P      | Rang   | Nom                      | Points     | V          | P          |            |            |
| 1     | Jesper Pedersen (LW11)       | 1185   | 6     | 12    | 1    | Arthur Bauchet (LW3)          | 1120   | 1      | 12     | 1      | Miroslav Haraus (B2)     | 1220       | 9          | 13         |            |            |
| 2     | Jeroen Kampschreur (LW12-2)  | 1000   | 7     | 11    | 2    | Théo Gmür (LW9-1)             | 800    | 4      | 9      | 2      | Hyacinthe Deleplace (B2) | 760        | 1          | 9          |            |            |
| 3     | Taiki Morii (LW11)           | 743    | 1     | 5     | 3    | Thomas C Walsh (LW4)          | 710    | 0      | 4      | 3      | Marek Kubacka (B1)       | 705        | 4          | 6          |            |            |
| 4     | Niels de Langen (LW12-2)     | 449    | 0     | 1     | 4    | Thomas Pfyl (LW9-2)           | 606    | 1      | 3      | 4      | Kevin Burton (B2)        | 555        | 0          | 6          |            |            |
| 5     | Rene de Silvestro (LW12-1)   | 388    | 0     | 3     | 5    | Markus Salcher (LW9-1)        | 467    | 0      | 5      | 5      | Thomas Civade (B3)       | 530        | 0          | 7          |            |            |
| 6     | Markus Gfatterhofer (LW10-1) | 357    | 0     | 2     | 6    | Santeri Kiiveri (LW6/8-1)     | 460    | 0      | 5      | 6      | Neil Simpson (B3)        | 245        | 0          | 0          |            |            |
| 7     | Igor Sikorski (LW11)         | 336    | 1     | 4     | 7    | Martin Wuerz (LW6/8-2)        | 359    | 1      | 1      | 7      | Damir Misdrak (B3)       | 160        | 0          | 1          |            |            |
| 8     | Andrew Kurka (LW12-1)        | 265    | 0     | 2     | 8    | Robin Cuche (LW9-2)           | 334    | 0      | 2      | 8      | Gernot Morgenfurt (B2)   | 140        | 0          | 2          |            |            |
| 9     | Akira Kano (LW11)            | 250    | 0     | 1     | 9    | Nico Pajantschitsch (LW6/8-2) | 284    | 0      | 0      | 9      | Giacomo Bertagnolli (B3) | 100        | 1          | 1          |            |            |
| 10    | Christoph Kunz (LW10-1)      | 210    | 0     | 2     | 10   | Jordan Broisin (LW4)          | 281    | 0      | 0      |        |                          |            |            |            |            |            |
| 11    | Floris Meijer (LW10-2)       | 179    | 0     | 0     | 11   | Davide Bendotti (LW2)         | 257    | 0      | 0      |        |                          |            |            |            |            |            |
| 12    | Corey Peters (LW12-1)        | 157    | 0     | 0     | 12   | Kohei Takahashi (LW9-2)       | 232    | 0      | 0      |        |                          |            |            |            |            |            |
| 13    | Alex Cairns (LW12-1)         | 151    | 0     | 0     | 13   | Hiraku Misawa (LW2)           | 218    | 0      | 0      |        |                          |            |            |            |            |            |
| 14    | Sam Tait (LW11)              | 125    | 0     | 0     | 14   | Christoph Schneider (LW6/8-2) | 217    | 0      | 0      |        |                          |            |            |            |            |            |
| 14    | Murat Pelit (LW11)           | 125    | 0     | 0     | 15   | Manoel Bourdenx (LW4)         | 216    | 0      | 0      |        |                          |            |            |            |            |            |
| 16    | Oscar Espallargas (LW12-1)   | 110    | 0     | 0     | 16   | Aron Lindstroem (LW6/8-2)     | 186    | 0      | 2      |        |                          |            |            |            |            |            |
| 17    | Lou Braz-Dagand (LW10-2)     | 101    | 0     | 0     | 17   | Alexis Guimond (LW9-1)        | 140    | 0      | 0      |        |                          |            |            |            |            |            |
| 18    | Kurt Oatway (LW12-1)         | 74     | 0     | 0     | 18   | Spencer Wood (LW9-2)          | 105    | 0      | 1      |        |                          |            |            |            |            |            |
| 19    | Micha Waefler (LW11)         | 64     | 0     | 0     | 19   | Hilmar Orvarsson (LW2)        | 100    | 1      | 1      |        |                          |            |            |            |            |            |
| 20    | Jernej Slivnik (LW12-1)      | 61     | 0     | 0     | 20   | James Whitley (LW5/7-3)       | 81     | 0      | 0      |        |                          |            |            |            |            |            |
|       |                              |        |       |       | 21   | Roger Puig Davi (LW9-2)       | 42     | 0      | 0      |        |                          |            |            |            |            |            |
| 22    | Jules Segers (LW9-2)         | 32     | 0     | 0     |      |                               |        |        |        |        |                          |            |            |            |            |            |
| 23    | Braydon Luscombe (LW2)       | 26     | 0     | 0     |      |                               |        |        |        |        |                          |            |            |            |            |            |
| 24    | Marcus Nilsson (LW/7-2)      | 20     | 0     | 0     |      |                               |        |        |        |        |                          |            |            |            |            |            |
| 25    | Leander Kress (LW2)          | 0      | 0     | 0     |      |                               |        |        |        |        |                          |            |            |            |            |            |

| Assises | Assises | Assises | Assises | Assises |      | Debout                   | Debout | Debout | Debout | Debout |                         | Malvoyantes | Malvoyantes | Malvoyantes | Malvoyantes | Malvoyantes |
| Rang    | Nom     | Points  | V       | P       | Rang | Nom                      | Points | V      | P      | Rang   | Nom                     | Points      | V           | P           |             |             |
| 1       |         |         |         |         | 1    | Marie Bochet (LW6/8-2) , | 1300   | 13     | 13     | 1      | Menna Fitzpatrick (B2)  | 950         | 2           | 12          |             |             |
| 2       |         |         |         |         | 2    |                          |        |        |        | 2      | Melissa Perrine (B2)    | 830         | 0           | 11          |             |             |
| 3       |         |         |         |         | 3    |                          |        |        |        | 3      | Veronika Aigner (B2)    | 580         | 5           | 6           |             |             |
| 4       |         |         |         |         | 4    |                          |        |        |        | 4      | Henrieta Farkašová (B3) | 80          | 0           | 1           |             |             |
| 5       |         |         |         |         | 5    |                          |        |        |        | 5      | Kelly Gallagher (B3)    | 45          | 0           | 0           |             |             |
| 6       |         |         |         |         | 6    |                          |        |        |        |        |                         |             |             |             |             |             |
| 7       |         |         |         |         | 7    |                          |        |        |        |        |                         |             |             |             |             |             |
| 8       |         |         |         |         | 8    |                          |        |        |        |        |                         |             |             |             |             |             |
| 9       |         |         |         |         | 9    |                          |        |        |        |        |                         |             |             |             |             |             |
| 10      |         |         |         |         | 10   |                          |        |        |        |        |                         |             |             |             |             |             |

## Calendrier et résultats

### Hommes

#### Assis
| N° | Lieu          | Date                | Épreuve                        | Vainqueur                                                                  | Deuxième                                                                   | Troisième                                                                  |
| --- | ------------- | ------------------- | ------------------------------ | -------------------------------------------------------------------------- | -------------------------------------------------------------------------- | -------------------------------------------------------------------------- |
| - | Sella Nevea   | 17-22 décembre 2018 | Descente Super Combiné Super G | Épreuves annulées en raison des conditions météorologiques (non reportées) | Épreuves annulées en raison des conditions météorologiques (non reportées) | Épreuves annulées en raison des conditions météorologiques (non reportées) |
| 1 | Zagreb        | 16 janvier 2019     | Slalom                         | Jesper Pedersen (LW11)                                                     | NC                                                                         | NC                                                                         |
| 2 | Zagreb        | 17 janvier 2019     | Slalom                         | Jesper Pedersen (LW11)                                                     | Igor Sikorski (LW11)                                                       | Rene de Silvestro (LW12-1)                                                 |
| Championnats du monde handisport de ski alpin 2019 Sella Nevea et Kranjska Gora (21 au 31 janvier 2019) |               |                     |                                |                                                                            |                                                                            |                                                                            |
| - | Kranjska Gora | 3 février 2019      | Descente Super Combiné         | Épreuves annulées en raison des conditions météorologiques (non reportées) | Épreuves annulées en raison des conditions météorologiques (non reportées) | Épreuves annulées en raison des conditions météorologiques (non reportées) |
| - | Kranjska Gora | 4 février 2019      | Descente Super Combiné         | Épreuves annulées en raison des conditions météorologiques (non reportées) | Épreuves annulées en raison des conditions météorologiques (non reportées) | Épreuves annulées en raison des conditions météorologiques (non reportées) |
| 3 | Veysonnaz     | 6 février 2019      | Super G                        | Jesper Pedersen (LW11)                                                     | Jeroen Kampschreur (LW12-2)                                                | Andrew Kurka (LW12-1)                                                      |
| 4 | Veysonnaz     | 6 février 2019      | Super G                        | Jesper Pedersen (LW11)                                                     | Jeroen Kampschreur (LW12-2)                                                | Akira Kano (LW11)                                                          |
| 5 | Veysonnaz     | 7 février 2019      | Super G                        | Jeroen Kampschreur (LW12-2)                                                | Jesper Pedersen (LW11)                                                     | Andrew Kurka (LW12-1)                                                      |
| 6 | Veysonnaz     | 8 février 2019      | Slalom Géant                   | Jeroen Kampschreur (LW12-2)                                                | Jesper Pedersen (LW11)                                                     | Christoph Kunz (LW10-1)                                                    |
| 7 | Veysonnaz     | 9 février 2019      | Slalom Géant                   | Jeroen Kampschreur (LW12-2)                                                | Jesper Pedersen (LW11)                                                     | Christoph Kunz (LW10-1)                                                    |
| 8 | Veysonnaz     | 10 février 2019     | Slalom Géant                   | Jeroen Kampschreur (LW12-2)                                                | Jesper Pedersen (LW11)                                                     | Rene de Silvestro (LW12-1)                                                 |
| 9 | La Molina     | 11 mars 2019        | Slalom Géant                   | Taiki Morii (LW11)                                                         | Niels de Langen (LW12-2)                                                   | Jeroen Kampschreur (LW12-2)                                                |
| 10 | La Molina     | 12 mars 2019        | Slalom Géant                   | Jeroen Kampschreur (LW12-2)                                                | Taiki Morii (LW11)                                                         | Jesper Pedersen (LW11)                                                     |
| 11 | La Molina     | 14 mars 2019        | Slalom Géant                   | Jeroen Kampschreur (LW12-2)                                                | Rene de Silvestro (LW12-1)                                                 | Taiki Morii (LW11)                                                         |
| 12 | La Molina     | 15 mars 2019        | Slalom                         | Jesper Pedersen (LW11)                                                     | Taiki Morii (LW11)                                                         | Markus Gfatterhofer (LW10-1)                                               |
| 13 | La Molina     | 16 mars 2019        | Slalom                         | Jeroen Kampschreur (LW12-2)                                                | Markus Gfatterhofer (LW10-1)                                               | Igor Sikorski (LW11)                                                       |
| Finales                                                                                                 |               |                     |                                |                                                                            |                                                                            |                                                                            |
| 14 | Morzine       | 20 mars 2019        | Slalom                         | Igor Sikorski (LW11)                                                       | Taiki Morii (LW11)                                                         | Jesper Pedersen (LW11)                                                     |
| 15 | Morzine       | 21 mars 2019        | Slalom                         | Jesper Pedersen (LW11)                                                     | Jeroen Kampschreur (LW12-2)                                                | Igor Sikorski (LW11)                                                       |

#### Debout
| N° | Lieu          | Date                | Épreuve                        | Vainqueur                                                                  | Deuxième                                                                   | Troisième                                                                  |
| --- | ------------- | ------------------- | ------------------------------ | -------------------------------------------------------------------------- | -------------------------------------------------------------------------- | -------------------------------------------------------------------------- |
| - | Sella Nevea   | 17-22 décembre 2018 | Descente Super Combiné Super G | Épreuves annulées en raison des conditions météorologiques (non reportées) | Épreuves annulées en raison des conditions météorologiques (non reportées) | Épreuves annulées en raison des conditions météorologiques (non reportées) |
| 1 | Zagreb        | 16 janvier 2019     | Slalom                         | Hilmar Orvarsson (LW2)                                                     | Thomas C Walsh (LW4)                                                       | Thomas Pfyl (LW9-2)                                                        |
| 2 | Zagreb        | 17 janvier 2019     | Slalom                         | Thomas Pfyl (LW9-2)                                                        | Thomas C Walsh (LW4)                                                       | Spencer Wood (LW9-2)                                                       |
| Championnats du monde handisport de ski alpin 2019 Sella Nevea et Kranjska Gora (21 au 31 janvier 2019) |               |                     |                                |                                                                            |                                                                            |                                                                            |
| - | Kranjska Gora | 3 février 2019      | Descente Super Combiné         | Épreuves annulées en raison des conditions météorologiques (non reportées) | Épreuves annulées en raison des conditions météorologiques (non reportées) | Épreuves annulées en raison des conditions météorologiques (non reportées) |
| - | Kranjska Gora | 4 février 2019      | Descente Super Combiné         | Épreuves annulées en raison des conditions météorologiques (non reportées) | Épreuves annulées en raison des conditions météorologiques (non reportées) | Épreuves annulées en raison des conditions météorologiques (non reportées) |
| 3 | Veysonnaz     | 6 février 2019      | Super G                        | Arthur Bauchet (LW3)                                                       | Théo Gmür (LW9-1)                                                          | Robin Cuche (LW9-2)                                                        |
| 4 | Veysonnaz     | 6 février 2019      | Super G                        | Arthur Bauchet (LW3)                                                       | Théo Gmür (LW9-1)                                                          | Markus Salcher (LW9-1)                                                     |
| 5 | Veysonnaz     | 7 février 2019      | Super G                        | Théo Gmür (LW9-1)                                                          | Arthur Bauchet (LW3)                                                       | Markus Salcher (LW9-1)                                                     |
| 6 | Veysonnaz     | 8 février 2019      | Slalom Géant                   | Arthur Bauchet (LW3)                                                       | Théo Gmür (LW9-1)                                                          | Markus Salcher (LW9-1)                                                     |
| 7 | Veysonnaz     | 9 février 2019      | Slalom Géant                   | Théo Gmür (LW9-1)                                                          | Arthur Bauchet (LW3)                                                       | Markus Salcher (LW9-1)                                                     |
| 8 | Veysonnaz     | 10 février 2019     | Slalom Géant                   | Théo Gmür (LW9-1)                                                          | Arthur Bauchet (LW3)                                                       | Markus Salcher (LW9-1)                                                     |
| 9 | La Molina     | 11 mars 2019        | Slalom Géant                   | Arthur Bauchet (LW3)                                                       | Théo Gmür (LW9-1)                                                          | Thomas C Walsh (LW4)                                                       |
| 10 | La Molina     | 12 mars 2019        | Slalom Géant                   | Arthur Bauchet (LW3)                                                       | Théo Gmür (LW9-1)                                                          | Santeri Kiiveri (LW6/8-1)                                                  |
| 11 | La Molina     | 14 mars 2019        | Slalom Géant                   | Théo Gmür (LW9-1)                                                          | Arthur Bauchet (LW3)                                                       | Santeri Kiiveri (LW6/8-1)                                                  |
| 12 | La Molina     | 15 mars 2019        | Slalom                         | Arthur Bauchet (LW3)                                                       | Santeri Kiiveri (LW6/8-1)                                                  | Aron Lindstroem (LW6/8-2)                                                  |
| 13 | La Molina     | 16 mars 2019        | Slalom                         | Martin Wuerz (LW6/8-2)                                                     | Thomas C Walsh (LW4)                                                       | Aron Lindstroem (LW6/8-2)                                                  |
| Finales                                                                                                 |               |                     |                                |                                                                            |                                                                            |                                                                            |
| 14 | Morzine       | 20 mars 2019        | Slalom                         | Arthur Bauchet (LW3)                                                       | Santeri Kiiveri (LW6/8-1)                                                  | Thomas Pfyl (LW9-2)                                                        |
| 15 | Morzine       | 21 mars 2019        |                                | Arthur Bauchet (LW3)                                                       | Santeri Kiiveri (LW6/8-1)                                                  | Robin Cuche (LW9-2)                                                        |

#### Malvoyants
| N° | Lieu          | Date                | Épreuve                        | Vainqueur                                                                  | Deuxième                                                                   | Troisième                                                                  |
| --- | ------------- | ------------------- | ------------------------------ | -------------------------------------------------------------------------- | -------------------------------------------------------------------------- | -------------------------------------------------------------------------- |
| - | Sella Nevea   | 17-22 décembre 2018 | Descente Super Combiné Super G | Épreuves annulées en raison des conditions météorologiques (non reportées) | Épreuves annulées en raison des conditions météorologiques (non reportées) | Épreuves annulées en raison des conditions météorologiques (non reportées) |
| 1 | Zagreb        | 16 janvier 2019     | Slalom                         | Miroslav Haraus (B2)                                                       | Gernot Morgenfurt (B2)                                                     | Damir Misdrak (B3)                                                         |
| 2 | Zagreb        | 17 janvier 2019     | Slalom                         | Giacomo Bertagnolli (B3)                                                   | Miroslav Haraus (B2)                                                       | Gernot Morgenfurt (B2)                                                     |
| Championnats du monde handisport de ski alpin 2019 Sella Nevea et Kranjska Gora (21 au 31 janvier 2019) |               |                     |                                |                                                                            |                                                                            |                                                                            |
| - | Kranjska Gora | 3 février 2019      | Descente Super Combiné         | Épreuves annulées en raison des conditions météorologiques (non reportées) | Épreuves annulées en raison des conditions météorologiques (non reportées) | Épreuves annulées en raison des conditions météorologiques (non reportées) |
| - | Kranjska Gora | 4 février 2019      | Descente Super Combiné         | Épreuves annulées en raison des conditions météorologiques (non reportées) | Épreuves annulées en raison des conditions météorologiques (non reportées) | Épreuves annulées en raison des conditions météorologiques (non reportées) |
| 3 | Veysonnaz     | 6 février 2019      | Super G                        | Miroslav Haraus (B2)                                                       | Hyacinthe Deleplace (B2)                                                   | Kevin Burton (B2)                                                          |
| 4 | Veysonnaz     | 6 février 2019      | Super G                        | Miroslav Haraus (B2)                                                       | Kevin Burton (B2)                                                          | Thomas Civade (B3)                                                         |
| 5 | Veysonnaz     | 7 février 2019      | Super G                        | Miroslav Haraus (B2)                                                       | Hyacinthe Deleplace (B2)                                                   | Kevin Burton (B2)                                                          |
| 6 | Veysonnaz     | 8 février 2019      | Slalom Géant                   | Miroslav Haraus (B2)                                                       | Marek Kubacka (B1)                                                         | Thomas Civade (B3)                                                         |
| 7 | Veysonnaz     | 9 février 2019      | Slalom Géant                   | Marek Kubacka (B1)                                                         | Miroslav Haraus (B2)                                                       | Kevin Burton (B2)                                                          |
| 8 | Veysonnaz     | 10 février 2019     | Slalom Géant                   | Marek Kubacka (B1)                                                         | Miroslav Haraus (B2)                                                       | Hyacinthe Deleplace (B2)                                                   |
| 9 | La Molina     | 11 mars 2019        | Slalom Géant                   | Hyacinthe Deleplace (B2)                                                   | Marek Kubacka (B1)                                                         | Thomas Civade (B3)                                                         |
| 10 | La Molina     | 12 mars 2019        | Slalom Géant                   | Marek Kubacka (B1)                                                         | Miroslav Haraus (B2)                                                       | Kevin Burton (B2)                                                          |
| 11 | La Molina     | 14 mars 2019        | Slalom Géant                   | Marek Kubacka (B1)                                                         | Hyacinthe Deleplace (B2)                                                   | Thomas Civade (B3)                                                         |
| 12 | La Molina     | 15 mars 2019        | Slalom                         | Miroslav Haraus (B2)                                                       | Hyacinthe Deleplace (B2)                                                   | Kevin Burton (B2)                                                          |
| 13 | La Molina     | 16 mars 2019        | Slalom                         | Miroslav Haraus (B2)                                                       | Thomas Civade (B3)                                                         | Hyacinthe Deleplace (B2)                                                   |
| Finales                                                                                                 |               |                     |                                |                                                                            |                                                                            |                                                                            |
| 14 | Morzine       | 20 mars 2019        | Slalom                         | Miroslav Haraus (B2)                                                       | Thomas Civade (B3)                                                         | Hyacinthe Deleplace (B2)                                                   |
| 15 | Morzine       | 21 mars 2019        | Slalom                         | Miroslav Haraus (B2)                                                       | Thomas Civade (B3)                                                         | Hyacinthe Deleplace (B2)                                                   |

### Femmes

#### Assises
| N° | Lieu          | Date                | Épreuve                        | Vainqueur                                                                  | Deuxième                                                                   | Troisième                                                                  |
| --- | ------------- | ------------------- | ------------------------------ | -------------------------------------------------------------------------- | -------------------------------------------------------------------------- | -------------------------------------------------------------------------- |
| - | Sella Nevea   | 17-22 décembre 2018 | Descente Super Combiné Super G | Épreuves annulées en raison des conditions météorologiques (non reportées) | Épreuves annulées en raison des conditions météorologiques (non reportées) | Épreuves annulées en raison des conditions météorologiques (non reportées) |
| 1 | Zagreb        | 16 janvier 2019     | Slalom                         | Aucune athlète inscrite pour ces épreuves                                  | Aucune athlète inscrite pour ces épreuves                                  | Aucune athlète inscrite pour ces épreuves                                  |
| 2 | Zagreb        | 17 janvier 2019     | Slalom                         | Aucune athlète inscrite pour ces épreuves                                  | Aucune athlète inscrite pour ces épreuves                                  | Aucune athlète inscrite pour ces épreuves                                  |
| Championnats du monde handisport de ski alpin 2019 Sella Nevea et Kranjska Gora (21 au 31 janvier 2019) |               |                     |                                |                                                                            |                                                                            |                                                                            |
| - | Kranjska Gora | 3 février 2019      | Descente Super Combiné         | Épreuves annulées en raison des conditions météorologiques (non reportées) | Épreuves annulées en raison des conditions météorologiques (non reportées) | Épreuves annulées en raison des conditions météorologiques (non reportées) |
| - | Kranjska Gora | 4 février 2019      | Descente Super Combiné         | Épreuves annulées en raison des conditions météorologiques (non reportées) | Épreuves annulées en raison des conditions météorologiques (non reportées) | Épreuves annulées en raison des conditions météorologiques (non reportées) |
| 3 | Veysonnaz     | 6 février 2019      | Super G                        | Anna-Lena Forster (LW12-1)                                                 | Laurie Stephens (LW12-1)                                                   | Barbara van Bergen (LW11)                                                  |
| 4 | Veysonnaz     | 6 février 2019      | Super G                        | Momoka Muraoka (LW10-2)                                                    | Anna-Lena Forster (LW12-1)                                                 | Laurie Stephens (LW12-1)                                                   |
| 5 | Veysonnaz     | 7 février 2019      | Super G                        | Momoka Muraoka (LW10-2)                                                    | Anna-Lena Forster (LW12-1)                                                 | Laurie Stephens (LW12-1)                                                   |
| 6 | Veysonnaz     | 8 février 2019      | Slalom Géant                   | Momoka Muraoka (LW10-2)                                                    | Victoria Pendergast (LW12-1)                                               | Anna-Lena Forster (LW12-1)                                                 |
| 7 | Veysonnaz     | 9 février 2019      | Slalom Géant                   | Momoka Muraoka (LW10-2)                                                    | Laurie Stephens (LW12-1)                                                   | Victoria Pendergast (LW12-1)                                               |
| 8 | Veysonnaz     | 10 février 2019     | Slalom Géant                   | Momoka Muraoka (LW10-2)                                                    | Laurie Stephens (LW12-1)                                                   | Anna-Lena Forster (LW12-1)                                                 |
| 9 | La Molina     | 11 mars 2019        | Slalom Géant                   | Momoka Muraoka (LW10-2)                                                    | Anna-Lena Forster (LW12-1)                                                 | Laurie Stephens (LW12-1)                                                   |
| 10 | La Molina     | 12 mars 2019        | Slalom Géant                   | Momoka Muraoka (LW10-2)                                                    | Anna-Lena Forster (LW12-1)                                                 | Laurie Stephens (LW12-1)                                                   |
| 11 | La Molina     | 14 mars 2019        | Slalom Géant                   | Momoka Muraoka (LW10-2)                                                    | Anna-Lena Forster (LW12-1)                                                 | Laurie Stephens (LW12-1)                                                   |
| 12 | La Molina     | 15 mars 2019        | Slalom                         | Anna-Lena Forster (LW12-1)                                                 | Momoka Muraoka (LW10-2)                                                    | Laurie Stephens (LW12-1)                                                   |
| 13 | La Molina     | 16 mars 2019        | Slalom                         | Anna-Lena Forster (LW12-1)                                                 | Momoka Muraoka (LW10-2)                                                    | Laurie Stephens (LW12-1)                                                   |
| Finales                                                                                                 |               |                     |                                |                                                                            |                                                                            |                                                                            |
| 14 | Morzine       | 20 mars 2019        | Slalom                         | Anna-Lena Forster (LW12-1)                                                 | Momoka Muraoka (LW10-2)                                                    | Laurie Stephens (LW12-1)                                                   |
| 15 | Morzine       | 21 mars 2019        | Slalom                         | Anna-Lena Forster (LW12-1)                                                 | Momoka Muraoka (LW10-2)                                                    | Laurie Stephens (LW12-1)                                                   |

#### Debout
| N° | Lieu          | Date                | Épreuve                        | Vainqueur                                                                  | Deuxième                                                                   | Troisième                                                                  |
| --- | ------------- | ------------------- | ------------------------------ | -------------------------------------------------------------------------- | -------------------------------------------------------------------------- | -------------------------------------------------------------------------- |
| - | Sella Nevea   | 17-22 décembre 2018 | Descente Super Combiné Super G | Épreuves annulées en raison des conditions météorologiques (non reportées) | Épreuves annulées en raison des conditions météorologiques (non reportées) | Épreuves annulées en raison des conditions météorologiques (non reportées) |
| 1 | Zagreb        | 16 janvier 2019     | Slalom                         | Frédérique Turgeon (LW2)                                                   | Petra Smaržová (LW6/8-2)                                                   | Anna-Maria Rieder (LW9-1)                                                  |
| 2 | Zagreb        | 17 janvier 2019     | Slalom                         | Frédérique Turgeon (LW2)                                                   | Anna-Maria Rieder (LW9-1)                                                  | Petra Smaržová (LW6/8-2)                                                   |
| Championnats du monde handisport de ski alpin 2019 Sella Nevea et Kranjska Gora (21 au 31 janvier 2019) |               |                     |                                |                                                                            |                                                                            |                                                                            |
| - | Kranjska Gora | 3 février 2019      | Descente Super Combiné         | Épreuves annulées en raison des conditions météorologiques (non reportées) | Épreuves annulées en raison des conditions météorologiques (non reportées) | Épreuves annulées en raison des conditions météorologiques (non reportées) |
| - | Kranjska Gora | 4 février 2019      | Descente Super Combiné         | Épreuves annulées en raison des conditions météorologiques (non reportées) | Épreuves annulées en raison des conditions météorologiques (non reportées) | Épreuves annulées en raison des conditions météorologiques (non reportées) |
| 3 | Veysonnaz     | 6 février 2019      | Super G                        | Marie Bochet (LW6/8-2)                                                     | Andrea Rothfuss (LW6/8-2)                                                  | Bigna Schmidt (LW5/7-3)                                                    |
| 4 | Veysonnaz     | 6 février 2019      | Super G                        | Marie Bochet (LW6/8-2)                                                     | Andrea Rothfuss (LW6/8-2)                                                  | Ammi Hondo (LW6/8-2)                                                       |
| 5 | Veysonnaz     | 7 février 2019      | Super G                        | Marie Bochet (LW6/8-2)                                                     | Andrea Rothfuss (LW6/8-2)                                                  | Ammi Hondo (LW6/8-2)                                                       |
| 6 | Veysonnaz     | 8 février 2019      | Slalom Géant                   | Marie Bochet (LW6/8-2)                                                     | Andrea Rothfuss (LW6/8-2)                                                  | Anna-Maria Rieder (LW9-1)                                                  |
| 7 | Veysonnaz     | 9 février 2019      | Slalom Géant                   | Marie Bochet (LW6/8-2)                                                     | Anna-Maria Rieder (LW9-1)                                                  | Ammi Hondo (LW6/8-2)                                                       |
| 8 | Veysonnaz     | 10 février 2019     | Slalom Géant                   | Marie Bochet (LW6/8-2)                                                     | Andrea Rothfuss (LW6/8-2)                                                  | Anna-Maria Rieder (LW9-1)                                                  |
| 9 | La Molina     | 11 mars 2019        | Slalom Géant                   | Marie Bochet (LW6/8-2)                                                     | Frédérique Turgeon (LW2)                                                   | Anna-Maria Rieder (LW9-1)                                                  |
| 10 | La Molina     | 12 mars 2019        | Slalom Géant                   | Marie Bochet (LW6/8-2)                                                     | Ally Kunkel (LW6/8-2)                                                      | Ammi Hondo (LW6/8-2)                                                       |
| 11 | La Molina     | 14 mars 2019        | Slalom Géant                   | Marie Bochet (LW6/8-2)                                                     | Frédérique Turgeon (LW2)                                                   | Anna-Maria Rieder (LW9-1)                                                  |
| 12 | La Molina     | 15 mars 2019        | Slalom                         | Marie Bochet (LW6/8-2)                                                     | Frédérique Turgeon (LW2)                                                   | Alana Ramsay (LW9-2)                                                       |
| 13 | La Molina     | 16 mars 2019        | Slalom                         | Marie Bochet (LW6/8-2)                                                     | Frédérique Turgeon (LW2)                                                   | Alana Ramsay (LW9-2)                                                       |
| Finales                                                                                                 |               |                     |                                |                                                                            |                                                                            |                                                                            |
| 14 | Morzine       | 20 mars 2019        | Slalom                         | Marie Bochet (LW6/8-2)                                                     | Anna-Maria Rieder (LW9-1)                                                  | Alana Ramsay (LW9-2)                                                       |
| 15 | Morzine       | 21 mars 2019        | Slalom                         | Marie Bochet (LW6/8-2)                                                     | Anna-Maria Rieder (LW9-1)                                                  | Alana Ramsay (LW9-2)                                                       |

#### Malvoyantes
| N° | Lieu          | Date                | Épreuve                        | Vainqueur                                                                  | Deuxième                                                                   | Troisième                                                                  |
| --- | ------------- | ------------------- | ------------------------------ | -------------------------------------------------------------------------- | -------------------------------------------------------------------------- | -------------------------------------------------------------------------- |
| - | Sella Nevea   | 17-22 décembre 2018 | Descente Super Combiné Super G | Épreuves annulées en raison des conditions météorologiques (non reportées) | Épreuves annulées en raison des conditions météorologiques (non reportées) | Épreuves annulées en raison des conditions météorologiques (non reportées) |
| 1 | Zagreb        | 16 janvier 2019     | Slalom                         | Veronika Aigner (B2)                                                       | Melissa Perrine (B2)                                                       | Menna Fitzpatrick (B2)                                                     |
| 2 | Zagreb        | 17 janvier 2019     | Slalom                         | Veronika Aigner (B2)                                                       | Melissa Perrine (B2)                                                       | Henrieta Farkašová (B3)                                                    |
| Championnats du monde handisport de ski alpin 2019 Sella Nevea et Kranjska Gora (21 au 31 janvier 2019) |               |                     |                                |                                                                            |                                                                            |                                                                            |
| - | Kranjska Gora | 3 février 2019      | Descente Super Combiné         | Épreuves annulées en raison des conditions météorologiques (non reportées) | Épreuves annulées en raison des conditions météorologiques (non reportées) | Épreuves annulées en raison des conditions météorologiques (non reportées) |
| - | Kranjska Gora | 4 février 2019      | Descente Super Combiné         | Épreuves annulées en raison des conditions météorologiques (non reportées) | Épreuves annulées en raison des conditions météorologiques (non reportées) | Épreuves annulées en raison des conditions météorologiques (non reportées) |
| 3 | Veysonnaz     | 6 février 2019      | Super G                        | Menna Fitzpatrick (B2)                                                     | Melissa Perrine (B2)                                                       | NC                                                                         |
| 4 | Veysonnaz     | 6 février 2019      | Super G                        | Melissa Perrine (B2)                                                       | Menna Fitzpatrick (B2)                                                     | NC                                                                         |
| 5 | Veysonnaz     | 7 février 2019      | Super G                        | Menna Fitzpatrick (B2)                                                     | Melissa Perrine (B2)                                                       | NC                                                                         |
| 6 | Veysonnaz     | 8 février 2019      | Slalom Géant                   | Melissa Perrine (B2)                                                       | NC                                                                         | NC                                                                         |
| 7 | Veysonnaz     | 9 février 2019      | Slalom Géant                   | Menna Fitzpatrick (B2)                                                     | Melissa Perrine (B2)                                                       | NC                                                                         |
| 8 | Veysonnaz     | 10 février 2019     | Slalom Géant                   | Menna Fitzpatrick (B2)                                                     | Melissa Perrine (B2)                                                       | NC                                                                         |
| 9 | La Molina     | 11 mars 2019        | Slalom Géant                   | Melissa Perrine (B2)                                                       | Menna Fitzpatrick (B2)                                                     | NC                                                                         |
| 10 | La Molina     | 12 mars 2019        | Slalom Géant                   | Melissa Perrine (B2)                                                       | Menna Fitzpatrick (B2)                                                     | NC                                                                         |
| 11 | La Molina     | 14 mars 2019        | Slalom Géant                   | Menna Fitzpatrick (B2)                                                     | Veronika Aigner (B2)                                                       | Melissa Perrine (B2)                                                       |
| 12 | La Molina     | 15 mars 2019        | Slalom                         | Veronika Aigner (B2)                                                       | Melissa Perrine (B2)                                                       | Menna Fitzpatrick (B2)                                                     |
| 13 | La Molina     | 16 mars 2019        | Slalom                         | Veronika Aigner (B2)                                                       | Melissa Perrine (B2)                                                       | Menna Fitzpatrick (B2)                                                     |
| Finales                                                                                                 |               |                     |                                |                                                                            |                                                                            |                                                                            |
| 14 | Morzine       | 20 mars 2019        | Slalom                         | Veronika Aigner (B2)                                                       | Menna Fitzpatrick (B2)                                                     | NC                                                                         |
| 15 | Morzine       | 21 mars 2019        | Slalom                         | Menna Fitzpatrick (B2)                                                     | NC                                                                         | NC                                                                         |

### Team Event
Le Team Event consiste en une compétition par équipe mixte et sans distinction de catégorie. Il s'agit d'un simple événement et les points rapportés par chaque athlète ne comptent pas dans le classement général. Chaque équipe est composée de trois athlètes. En tant normal, une équipe représente un pays, et chaque pays peut présenter plusieurs équipes. Cependant, tous les pays ne peuvent pas présenter trois athlètes. C'est pourquoi les athlètes qui souhaitaient participer à ce Team Event ont pu rejoindre l'une des deux équipes sans nationalité. Il est également possible pour un pays de présenter une équipe de deux athlètes dont un des deux effectuera deux courses.
En quart de finale, deux équipes s'affrontent et présentent chacune un athlète à la fois, les deux athlètes effectuent un slalom, le premier sur la ligne d'arrivée marque un point. Chaque équipe étant composée de trois athlètes, elles peuvent donc avoir au maximum trois points. L'équipe ayant le plus de point passe en demi-finale, etc.
| Rang   | 1                                                          | 2                                                                               | 3                                                                             |
| ------ | ---------------------------------------------------------- | ------------------------------------------------------------------------------- | ----------------------------------------------------------------------------- |
| Equipe | Norvège - Jesper Pedersen (LW11) - Marcus Nilsson (LW/7-2) | France 2 - Hyacinthe Deleplace (B2) - Thomas Civade (B3) - Jordan Broisin (LW4) | Etats-Unis - Thomas C Walsh (LW4) - Andrew Kurka (LW12-1) - Kevin Burton (B2) |

| France 1 Marie Bochet (LW6/8-2) Arthur Bauchet (LW3) Manoel Bourdenx (LW4)    | France 1 (3 points)   | France 1 Marie Bochet (LW6/8-2) Arthur Bauchet (LW3) Manoel Bourdenx(LW4) | Norvège (2 points)  | France 1 Marie Bochet(LW6/8-2) Arthur Bauchet (LW3) Manoel Bourdenx(LW4) | Etats-Unis (2 points) | Norvège Jesper Pedersen(LW11) Marcus Nilsson(LW/7-2)                      | Norvège (2 points) |
| Japon Ammi Hondo (LW6/8-2) Kohei Takahashi (LW9-2) Akira Kano (LW11)          | France 1 (3 points)   | France 1 Marie Bochet (LW6/8-2) Arthur Bauchet (LW3) Manoel Bourdenx(LW4) | Norvège (2 points)  | France 1 Marie Bochet(LW6/8-2) Arthur Bauchet (LW3) Manoel Bourdenx(LW4) | Etats-Unis (2 points) | Norvège Jesper Pedersen(LW11) Marcus Nilsson(LW/7-2)                      | Norvège (2 points) |
|                                                                               |                       | Norvège Jesper Pedersen (LW11) Marcus Nilsson (LW/7-2)                    | Norvège (2 points)  | France 1 Marie Bochet(LW6/8-2) Arthur Bauchet (LW3) Manoel Bourdenx(LW4) | Etats-Unis (2 points) | Norvège Jesper Pedersen(LW11) Marcus Nilsson(LW/7-2)                      | Norvège (2 points) |
| Norvège Jesper Pedersen (LW11) Marcus Nilsson (LW/7-2)                        | Norvège (2 points)    |                                                                           | Norvège (2 points)  | France 1 Marie Bochet(LW6/8-2) Arthur Bauchet (LW3) Manoel Bourdenx(LW4) | Etats-Unis (2 points) | Norvège Jesper Pedersen(LW11) Marcus Nilsson(LW/7-2)                      | Norvège (2 points) |
| Suisse Théo Gmür (LW9-1) Thomas Pfyl (LW9-2) Robin Cuche (LW9-2)              | Norvège (2 points)    |                                                                           | Norvège (2 points)  | France 1 Marie Bochet(LW6/8-2) Arthur Bauchet (LW3) Manoel Bourdenx(LW4) | Etats-Unis (2 points) | Norvège Jesper Pedersen(LW11) Marcus Nilsson(LW/7-2)                      | Norvège (2 points) |
|                                                                               |                       |                                                                           |                     | Etats-Unis Thomas C Walsh (LW4) Andrew Kurka (LW12-1) Kevin Burton (B2)  | Etats-Unis (2 points) | France 2 Hyacinthe Deleplace (B2) Thomas Civade (B3) Jordan Broisin (LW4) | Norvège (2 points) |
| Etats-Unis Thomas C Walsh (LW4) Andrew Kurka (LW12-1) Kevin Burton (B2)       | Etats-Unis (3 points) | Etats-Unis Thomas C Walsh(LW4) Andrew Kurka (LW12-1) Kevin Burton (B2)    | France 2 (2 points) | Etats-Unis Thomas C Walsh (LW4) Andrew Kurka (LW12-1) Kevin Burton (B2)  | Etats-Unis (2 points) | France 2 Hyacinthe Deleplace (B2) Thomas Civade (B3) Jordan Broisin (LW4) | Norvège (2 points) |
| Nord Igor Sikorski (LW11) Aron Lindstroem (LW6/8-2) Santeri Kiiveri (LW6/8-1) | Etats-Unis (3 points) | Etats-Unis Thomas C Walsh(LW4) Andrew Kurka (LW12-1) Kevin Burton (B2)    | France 2 (2 points) | Etats-Unis Thomas C Walsh (LW4) Andrew Kurka (LW12-1) Kevin Burton (B2)  | Etats-Unis (2 points) | France 2 Hyacinthe Deleplace (B2) Thomas Civade (B3) Jordan Broisin (LW4) | Norvège (2 points) |
|                                                                               |                       | Etats-Unis Thomas C Walsh(LW4) Andrew Kurka (LW12-1) Kevin Burton (B2)    | France 2 (2 points) | Etats-Unis Thomas C Walsh (LW4) Andrew Kurka (LW12-1) Kevin Burton (B2)  | Etats-Unis (2 points) | France 2 Hyacinthe Deleplace (B2) Thomas Civade (B3) Jordan Broisin (LW4) | Norvège (2 points) |
| Sud Davide Bendotti (LW2) Rene de Silvestro (LW12-1) Jernej Slivnik (LW12-1)  | France 2 (2 points)   | France 2 Hyacinthe Deleplace(B2) Thomas Civade (B3) Jordan Broisin (LW4)  | France 2 (2 points) | Etats-Unis Thomas C Walsh (LW4) Andrew Kurka (LW12-1) Kevin Burton (B2)  | Etats-Unis (2 points) | France 2 Hyacinthe Deleplace (B2) Thomas Civade (B3) Jordan Broisin (LW4) | Norvège (2 points) |
| France 2 Hyacinthe Deleplace (B2) Thomas Civade (B3) Jordan Broisin (LW4)     | France 2 (2 points)   | France 2 Hyacinthe Deleplace(B2) Thomas Civade (B3) Jordan Broisin (LW4)  | France 2 (2 points) | Etats-Unis Thomas C Walsh (LW4) Andrew Kurka (LW12-1) Kevin Burton (B2)  | Etats-Unis (2 points) | France 2 Hyacinthe Deleplace (B2) Thomas Civade (B3) Jordan Broisin (LW4) | Norvège (2 points) |